# Tracht (Imkerei)

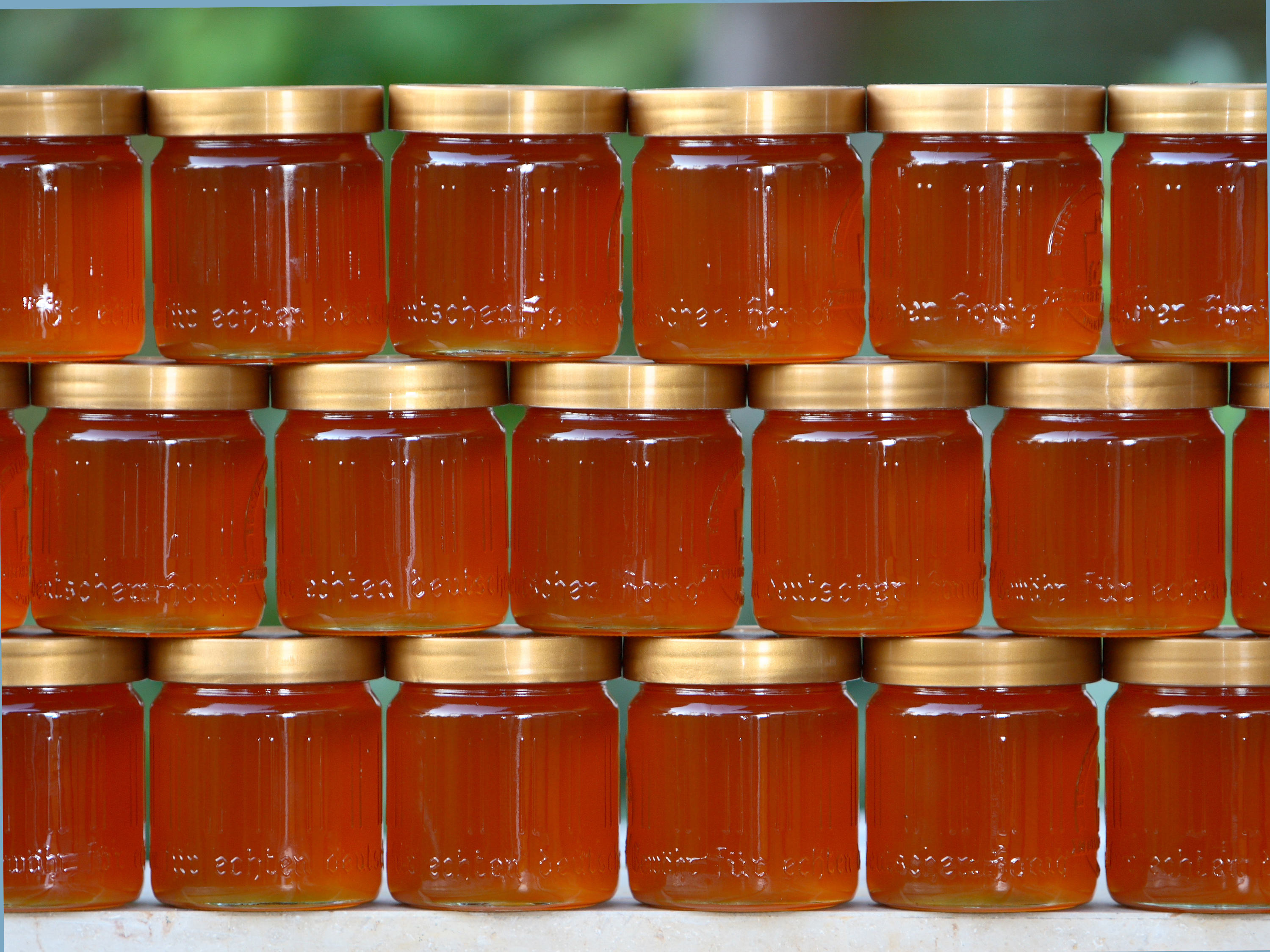
Honiggläser

Die Tracht ist das gesamte Angebot an Nektar, Pollen und Honigtau, das die Honigbienen in den heimischen Bienenstock eintragen. Dort wird der Nektar zu Honig umgearbeitet. Der nicht von den Bienen selbst verbrauchte Honig kann durch die Imkerei geerntet werden.

## Trachtpflanze
Die Gesamtheit der Tracht spendenden Pflanzen bildet die Bienenweide. Die Begriffe „Tracht“ und „Trachtpflanze“ werden aus Unkenntnis häufig synonym verwendet.
Eine weitere Trachtquelle stellen Honigtau erzeugende Schild- und Rindenläuse dar, bei denen es in der Austriebsphase ihrer Wirtsbäume, vor allem bei Koniferen (zum Beispiel Gemeine Fichte und Weißtanne), zu einer Massenvermehrung kommen kann. Es wird dann im Gegensatz zur Blütentracht von einer Honigtautracht oder auch Waldtracht gesprochen.
Die Eignung von Pflanzen als Bienenweide lässt sich auf einer fünfstufigen Skala von 0 (kein Trachtwert) bis 4 (sehr gute Tracht) bewerten. Dabei wird nochmals zwischen Nektar- und Pollenwert unterschieden (Beispiel: Weiß-Klee (Trifolium repens) = N 4, P 3).
Wie ergiebig eine Tracht ist, hängt von weiteren Faktoren, wie beispielsweise Höhenlage, Bodenbeschaffenheit, Klima und Witterungsbedingungen, ab. Letztendlich sind gute Trachten während der Vegetationszeit die Voraussetzung für die Entstehung von Honig.

## Früh- und Sommertracht
Sommertracht bezeichnet den Honig, der während der Sommermonate von Honigbienen zusammengetragen wird. Es handelt sich hauptsächlich um Honig von Linde, Phacelia und Sonnenblume. Im Gegensatz dazu bezeichnet Frühtracht den Honig, der im Frühjahr gesammelt wird, vorwiegend Obstblüte, Löwenzahn und Raps.
Die Angabe des Sammelzeitraums kann mit einer Sortenangabe kombiniert werden, wie etwa „Sonnenblumenhonig mit Sommertracht“ oder „Sommertracht mit Robinie“. Letzter noch erfolgender Eintrag im Herbst von verschiedenen Pflanzenarten wird als Läppertracht bezeichnet.